# Хадем, Амир Реза
Амир Реза Хадем Азгади (перс. میررضا خادم ازغدی‎, род. 10 февраля 1970, Мешхед) — иранский борец вольного стиля, чемпион мира, Азии и Азиатских игр, призёр Олимпийских игр.

## Биография
Родился в Мешхеде. Вместе с братом Расулом занимался борьбой под руководством отца Мохаммада Хадема. В 1988 году принял участие в Олимпийских играх в Сеуле, но неудачно. В 1990 году завоевал бронзовую медаль чемпионата мира. В 1991 году стал чемпионом мира и серебряным призёром чемпионата Азии. В 1992 году стал чемпионом Азии и завоевал бронзовую медаль Олимпийских игр в Барселоне. В 1993 году вновь стал чемпионом Азии. В 1994 году завоевал золотую медаль Азиатских игр. В 1996 году стал бронзовым призёром Олимпийских игр в Атланте. В 2000 году принял участие в Олимпийских играх в Сиднее, но там занял лишь 4-е место.
В 2004—2008 годах был членом Иранского парламента, представляя Тегеран. С 30 декабря 2013 года стал заместителем Министра по делам спорта и молодёжи.